# نانا آلکساندریا
نانا الکساندریا (گرجی: ნანა გიორგის ასული ალექსანდრია, Nana Giorgis asuli Aleksandria; زادهٔ ۱۳ اکتبر ۱۹۴۹) یک بازیکن شطرنج از گرجستان است. او سه‌بار قهرمان شطرنج زنان شوروی شد و در دو مسابقه برای قهرمانی شطرنج زنان جهان چالش‌کننده بود.

## حرفه
الکساندریا در سال‌های ۱۹۶۶، ۱۹۶۸ (مشترکاً) و ۱۹۶۹ قهرمان شطرنج زنان شوروی شد و تا سن ۲۰ سالگی سه بار قهرمان شوروی شد. او در سال‌های ۱۹۷۵ و ۱۹۸۱ چالش‌کننده قهرمانی شطرنج زنان جهان بود. در سال ۱۹۷۵ به نونا گاپرینداشویلی باخت (+۳ =۱ −۸). در سال ۱۹۸۱ با مایا چیبوردانیدزه تساوی کرد (+۴ =۸ −۴)، که عنوان قهرمانی خود را حفظ کرد. الکساندریا در المپیاد شطرنج زنان شوروی در سال‌های ۱۹۶۹، ۱۹۷۴، ۱۹۷۸، ۱۹۸۰، ۱۹۸۲ و ۱۹۸۶ برای تیم ملی شوروی بازی کرد. او یکی از بازیکنان تیم شوروی بود که در دهه ۱۹۸۰ بر المپیادهای زنان تسلط داشت.
فیده به او عنوان WIM را در سال ۱۹۶۶ و عنوان WGM را در سال ۱۹۷۶ اعطا کرد. الکساندریا همچنین در سال ۱۹۹۵ عنوان داور بین‌المللی را دریافت کرد. او از ۱۹۸۶ تا ۲۰۰۱ رئیس کمیسیون زنان فیده بود.

## زندگی شخصی
او مادر گیگا بکریا، سیاستمدار گرجی است.
در سال ۲۰۲۱، الکساندریا در مستند Glory to the Queen همراه با نونا گاپرینداشویلی، مایا چیبوردانیدزه و نانا یوسلیانی حضور یافت.

## جوایز
وی همچنین برندهٔ جوایزی همچون قهرمان ورزشی اتحاد شوروی و نشان برجسته افتخار شده است.